# Petra Hammesfahr
Petra Hammesfahr (Titz, 10 maggio 1951) è una scrittrice tedesca.

## Biografia
Nata a Titz, nella Renania Settentrionale-Vestfalia, il 10 maggio 1951, vive e lavora a Colonia.
Lasciata la scuola a tredici anni e rimasta incinta a diciassette, ha esordito nella narrativa nel 1991 e da allora ha pubblicato più di venti romanzi di genere thriller e poliziesco oltre a sceneggiature per il cinema e la televisione.
Dal suo romanzo The sinner: la peccatrice del 1999 è stata tratta nel 2017 una serie televisiva antologica con protagonisti Jessica Biel e Bill Pullman.

## Opere tradotte in italiano

### Romanzi
- Il seppellitore di bambole (Der Puppengräber, 1999), Milano, Longanesi, 2001 traduzione di Elisabetta von Hoenning O'Carroll ISBN 88-304-1876-5.
- Scomparsa nel nulla (Die Mutter, 2000), Milano, Longanesi, 2004 traduzione di Silvia Bini ISBN 88-304-1924-9.
- The sinner: la peccatrice (Die Sünderin, 1999), Firenze-Milano, Giunti, 2018 traduzione di Sara Congregati ISBN 978-88-09-85968-5.

## Filmografia

### Televisione
- The Sinner (2017) Serie antologica statunitense basata sull'omonimo romanzo